# Alfraganus (cráter)

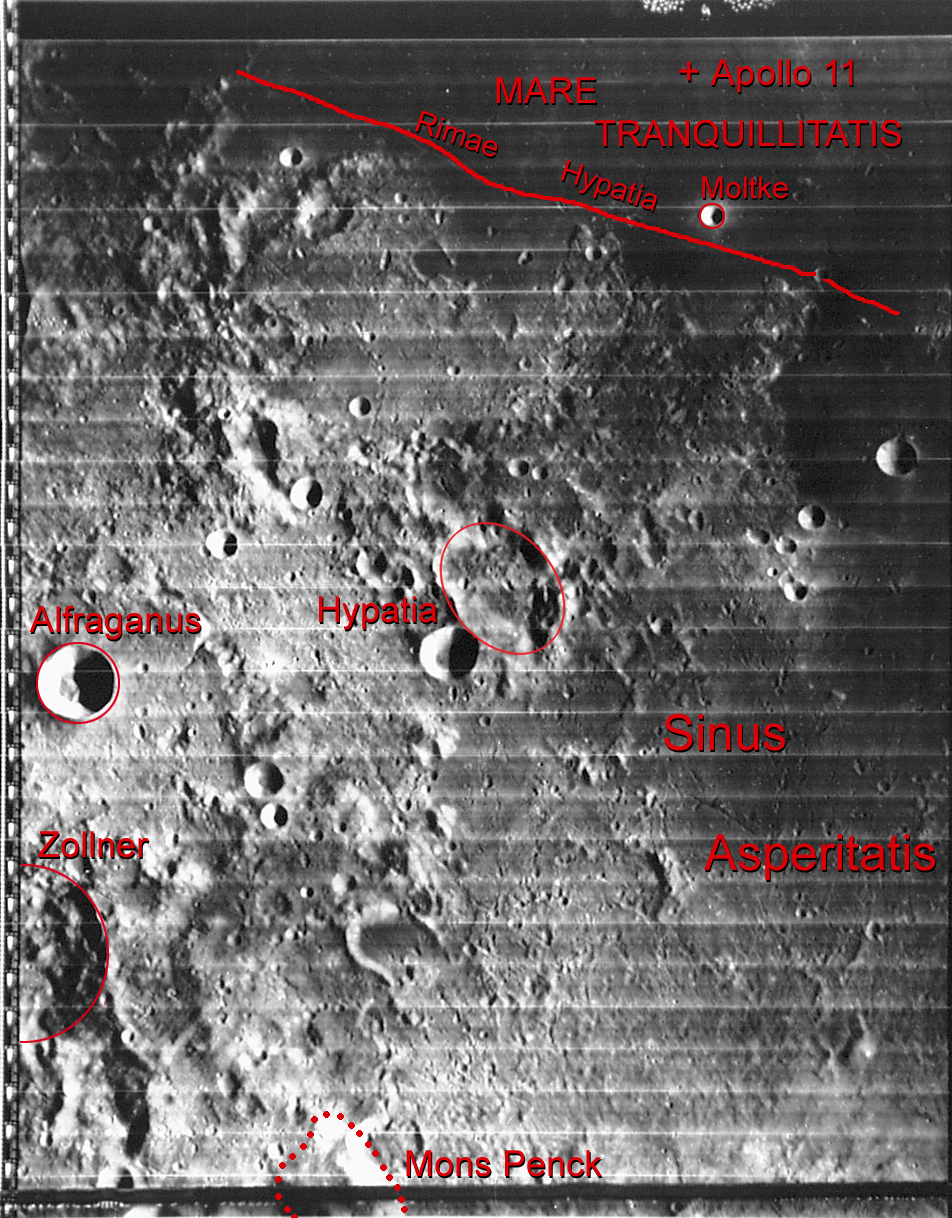
Ubicación de Alfraganus al sur del Mare Tranquillitatis (Lunar Orbiter 4)

Alfraganus es un pequeño cráter de impacto que se encuentra en la accidentada región montañosa situada al suroeste del Mare Tranquillitatis. Al noroeste de Alfraganus se halla el cráter Delambre, al oeste se localiza Taylor, y al sur aparece el irregular cráter Zöllner.

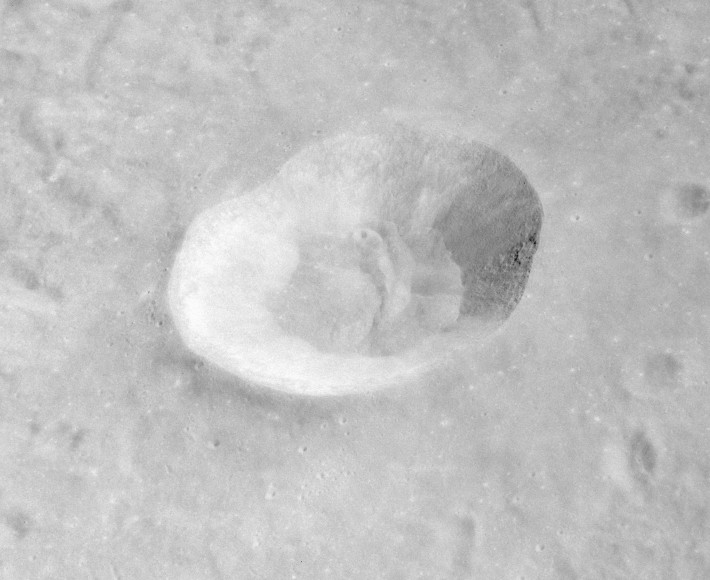
Vista oblicua de Alfraganus desde el Apolo 16 (Cámara Métrica)
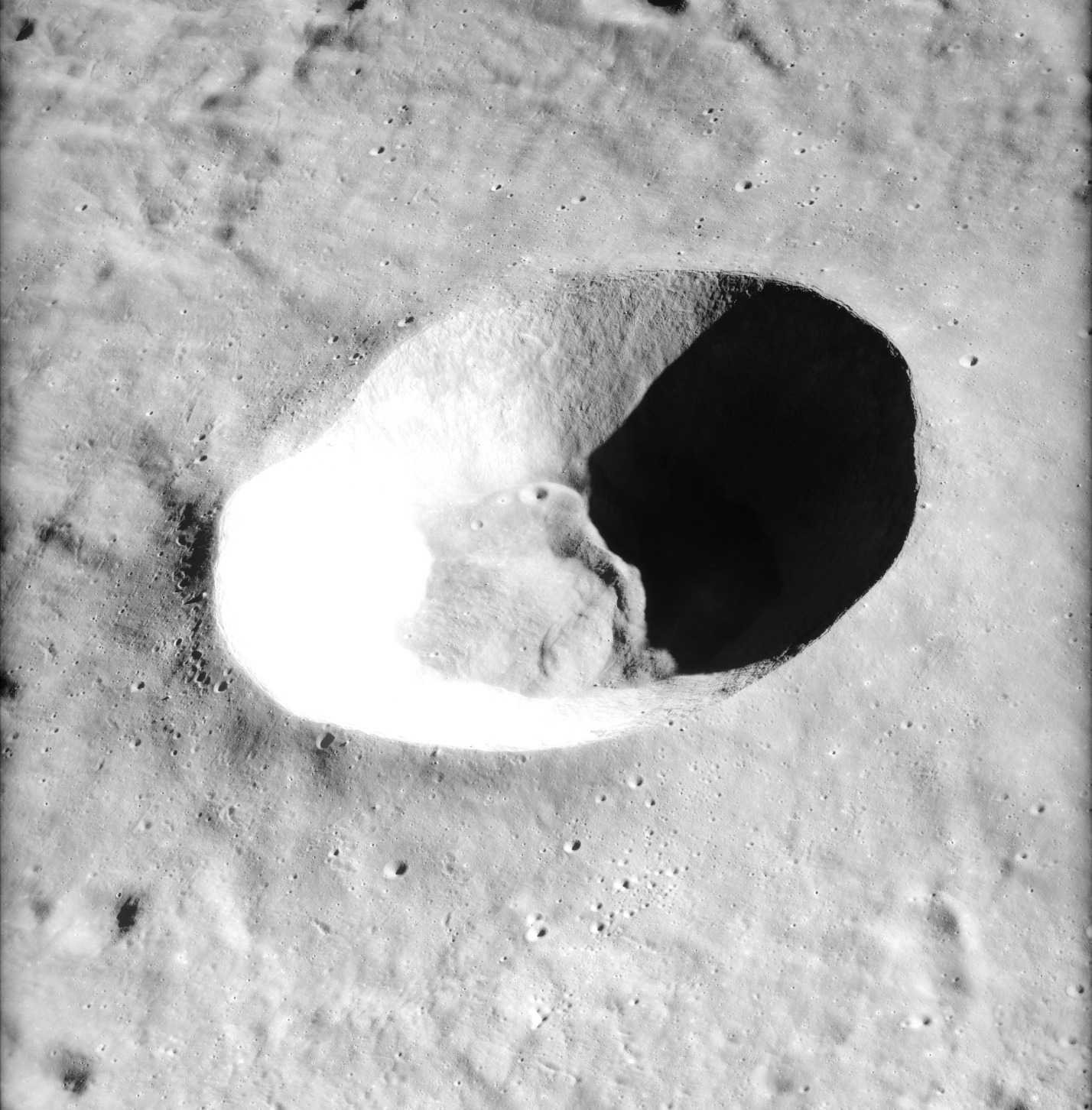
Vista oblicua de Alfraganus desde el Apolo 16 (Cámara Panorámica)

El borde de Alfraganus es circular y conserva un borde afilado que no ha recibido una cantidad significativa de desgaste debido a los impactos posteriores. El suelo interior ocupa aproximadamente la mitad del diámetro del borde del cráter. Lleva el nombre del astrónomo persa Al-Farghani.

## Cráteres satélite
Por convención estos elementos son identificados en los mapas lunares poniendo la letra en el lado del punto medio del cráter que está más cercano a Alfraganus.
|            | \| Alfraganus \| Coordenadas \| Diámetro \| \| ---------- \| --------------------------- \| -------- \| \| A \| 3°00′S 20°18′E / -3.0, 20.3 \| 13 km \| \| C \| 6°06′S 18°06′E / -6.1, 18.1 \| 11 km \| \| D \| 4°00′S 20°06′E / -4.0, 20.1 \| 8 km \| \| E \| 4°36′S 19°00′E / -4.6, 19.0 \| 4 km \| \| F \| 3°30′S 20°48′E / -3.5, 20.8 \| 9 km \| \| G \| 2°36′S 21°12′E / -2.6, 21.2 \| 6 km \| \| H \| 4°24′S 19°06′E / -4.4, 19.1 \| 13 km \| \| K \| 5°18′S 19°30′E / -5.3, 19.5 \| 4 km \| \| M \| 5°36′S 19°36′E / -5.6, 19.6 \| 3 km \| |          |
| Alfraganus | Coordenadas | Diámetro |
| A          | 3°00′S 20°18′E / -3.0, 20.3 | 13 km    |
| C          | 6°06′S 18°06′E / -6.1, 18.1 | 11 km    |
| D          | 4°00′S 20°06′E / -4.0, 20.1 | 8 km     |
| E          | 4°36′S 19°00′E / -4.6, 19.0 | 4 km     |
| F          | 3°30′S 20°48′E / -3.5, 20.8 | 9 km     |
| G          | 2°36′S 21°12′E / -2.6, 21.2 | 6 km     |
| H          | 4°24′S 19°06′E / -4.4, 19.1 | 13 km    |
| K          | 5°18′S 19°30′E / -5.3, 19.5 | 4 km     |
| M          | 5°36′S 19°36′E / -5.6, 19.6 | 3 km     |